# Crkva sv. Ivana Krstitelja u Trogiru
Crkva sv. Ivana Krstitelja je rimokatolička crkva u Trogiru, na adresi Trg Ivana Pavla II..

## Opis
Crkva sv. Ivana Krstitelja u Trogiru smještena je na istočnom dijelu povijesne jezgre. Romanička crkva podignuta je krajem 12. i početkom 13.st. na mjestu ranokršćanske građevine u sklopu muške benediktinske opatije. Jednobrodna je izdužena građevina s pravokutnom apsidom i pačetvorinastom apsidom postavljenom sa sjeverne strane svetišta. Građena je pravilnim klesancima i pokrivena dvoslivnim krovom s pokrovom od kupe kanalice. 
Glavni portal ima profilirani kameni okvir s oktogonalnim stupovima i lunetu s okulusom u kojem je skulptura Jaganjca Božjeg. Na južnom je pročelju grb obitelji Cipiko i lik benediktinca. Rekonstrukcija krova izvedena je 30ih godina 20.st.

## Zaštita
Pod oznakom Z-1405 zavedena je kao nepokretno kulturno dobro - pojedinačno, pravna statusa zaštićena kulturnog dobra, klasificirano kao "sakralna graditeljska baština".

## Vanjske poveznice
|  | Zajednički poslužitelj ima još gradiva o temi Crkva sv. Ivana Krstitelja u Trogiru |